# Autódromo Nacional de Monza
O Autódromo Nacional de Monza (em italiano:  Autodromo Nazionale di Monza) é uma pista de automobilismo localizada próxima à cidade de Monza, na Itália, ao norte de Milão. É um dos circuitos mais tradicionais para a prática do automobilismo no mundo. É famoso principalmente por receber o Grande Prêmio da Itália de Fórmula 1 quase anualmente desde 3 de setembro de 1922, data da sua inauguração. Apenas em 1980, Monza não fez parte do calendário, porque estava em reforma no momento, retornando em 1981 em diante.

## Pista

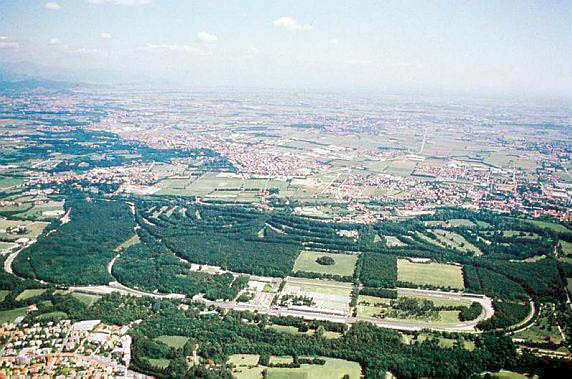
Vista aérea do Autódromo Nacional de Monza

O Autódromo de Monza é atualmente o traçado mais veloz da Europa graças às suas retas muito longas, o que permite que os pilotos mantenham aceleração máxima por mais da metade da volta. É um circuito praticamente plano, com poucas elevações e conhecido como uma pista que testa mais a potência do motor que as habilidades dos pilotos.
A volta é iniciada na longa reta denominada Rettifilo Tribune ao longo da qual estão construídos os boxes e o paddock. Depois, entra-se na Prima Variante, uma chicane direita-esquerda bastante lenta. A freada para esta curva é tida como muito difícil, visto que a redução é de 350 km/h para não mais que 100 km/h. Passada a Prima Variante, é a hora da Curva Biassono (ou Curva Grande), curva à direita de velocidade média. Pouco mais à frente, há a Variante della Roggia, bastante parecida com a Prima Variante, mas com direção oposta (esquerda-direita). A parte mais técnica do circuito é iniciada com as Curve di Lesmo, dupla de curvas à direita. O circuito readquire velocidade com a reta acompanhada da velocíssima Curva del Serraglio para, então, entrar na Variante Ascari, uma curva curta à esquerda que prossegue com curva longa à direita e conclui com outra esquerda a quase 90°. Após passar pela reta oposta, chegamos à histórica curva do traçado: La Parabolica, grande curva à direita feita a velocidade média (200 km/h na F1) que leva à reta dos boxes.

## Circuitos

### Circuito Oval

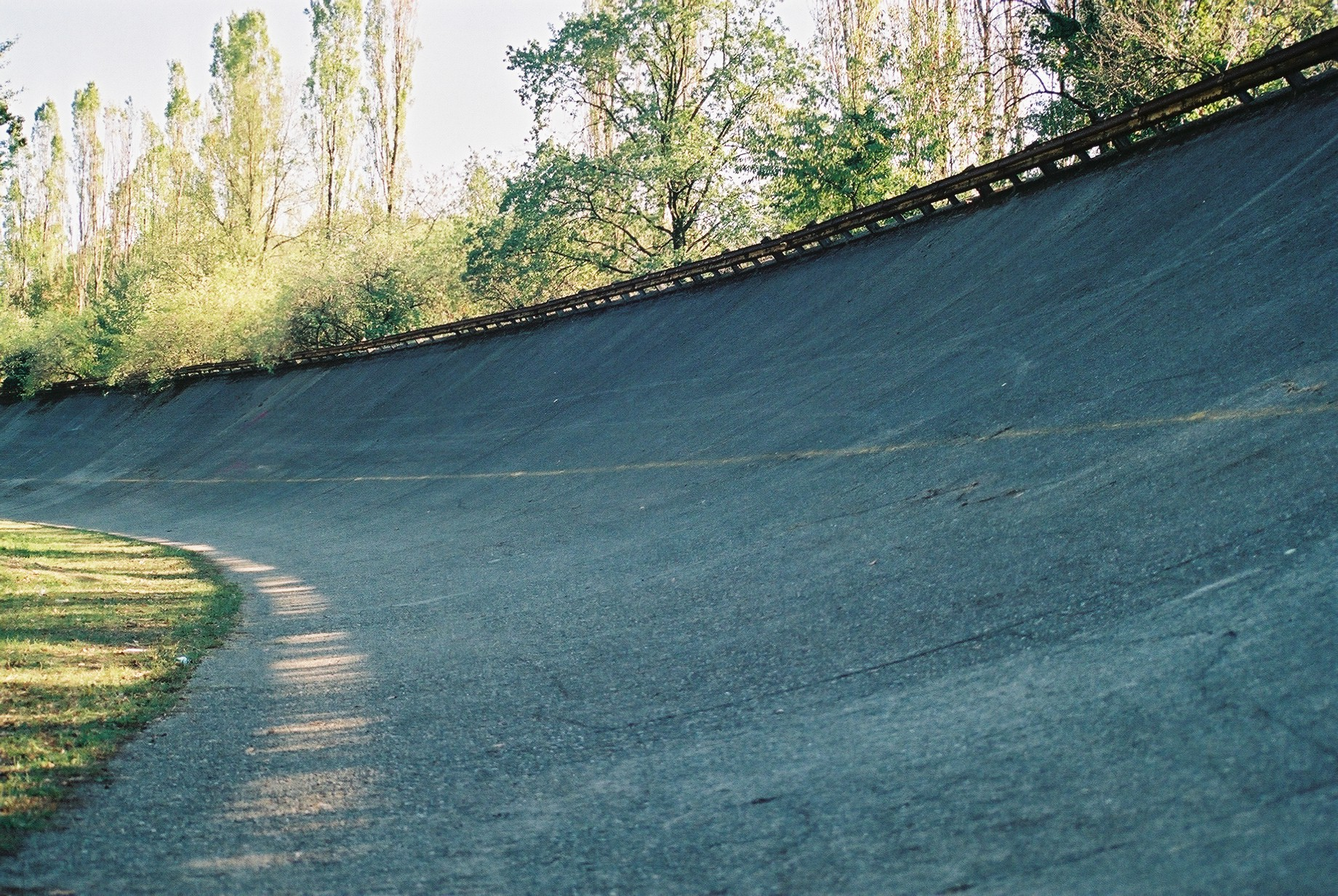
Curva do circuito oval.

O circuito oval possui 4,25 km (2.641 mi) de extensão com duas curvas de altíssimas velocidades inclinadas em 45 graus, chamadas "Curva Alta Velocità Surd" e "Curva Alta Velocità Nord".
A disputa entre os carros da Formula 1 e da Formula Indy, que ficaram conhecidas como Monzanapolis - Corrida de dois mundos, foram disputadas no Oval de Monza.
O circuito oval foi abandonado, e nunca mais usado em corridas, após o acidente fatal de Wolfgang von Trips, em 1961, que matou, além do piloto, mais 14 pessoas.
Este circuito foi retratado no filme Grand Prix, de 1966.
No final dos anos 90, o circuito oval teve que ser demolido, quando apareceu um movimento para preservação do que eles consideraram um monumento histórico. Desde então, o anel foi recuperado e passou a ser uma atração turística e centro de alguns eventos.

### Circuito Misto

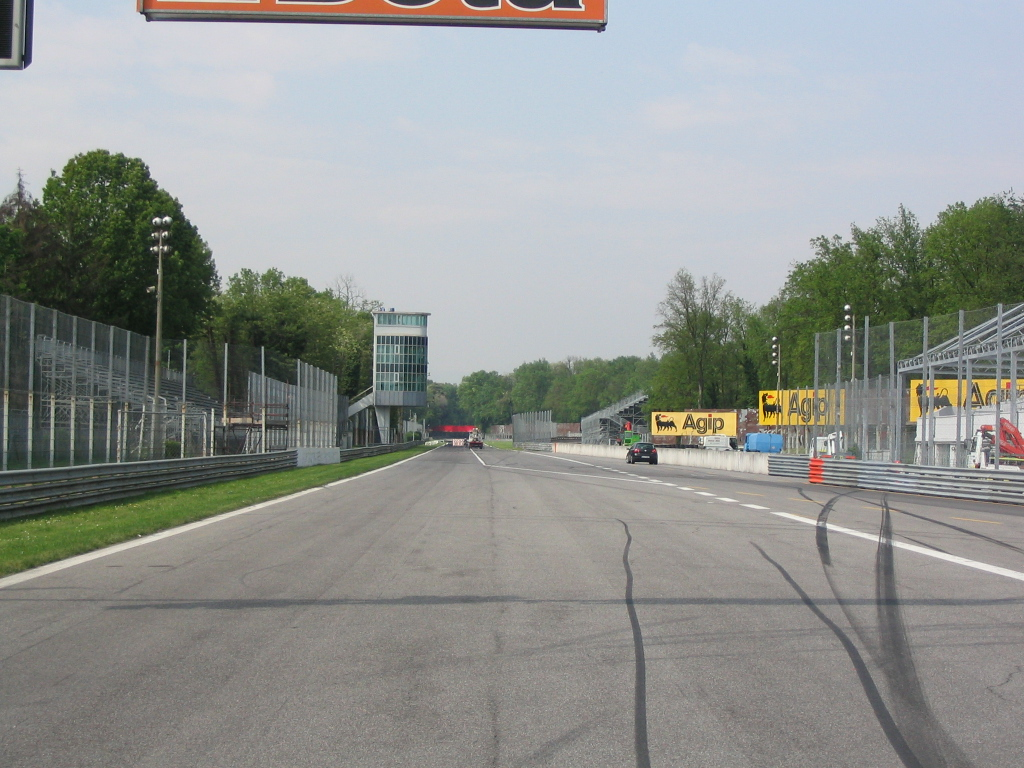
Reta principal do circuito.

O circuito Misto de Monza, com 5.793 km de extensão e em formato de uma bota, é onde são disputadas as corridas de Formula 1 atualmente.

### Circuito Completo (Misto + Oval)
O traçado do circuito completo de Monza - cuja extensão é de 10km - possui um fato curioso e impensável nos dias de hoje: para completar a volta, o piloto era obrigado a passar duas vezes pela reta principal.
O primeiro vencedor do circuito completo de Monza foi Pietro Bordino, em 1922. A bordo de um Fiat 804, ele completou os 800 km do primeiro Grand Prix da Itália em 5 horas 43 minutos e 13 segundos, com uma média de 139,8 km/h.
Na Formula 1, esse circuito foi usado em 55, 56, 60 e 61. Porém, ela ainda foi usada até 69, com as disputas dos 1000 Km de Monza

## Evolução do Circuito

Circuito Original (1922–1933)
(1935–1937)
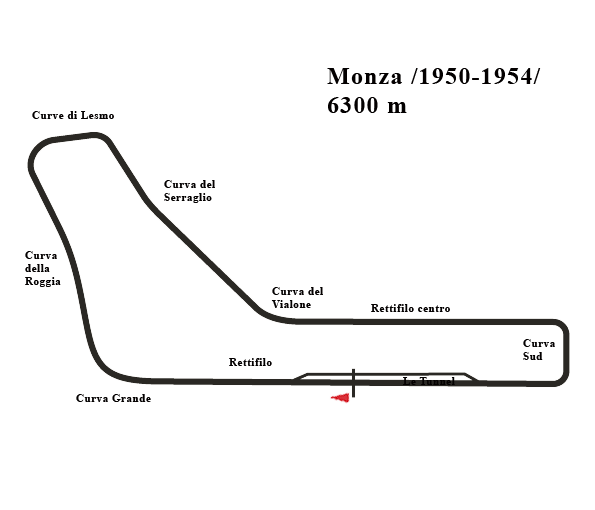
(1938–1954)
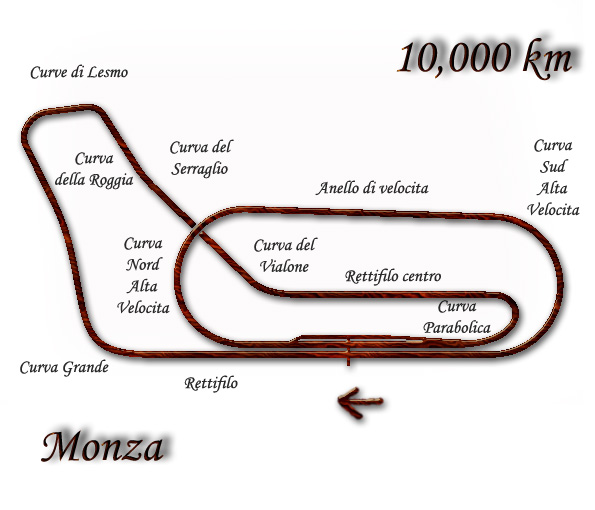
(1955–1969)
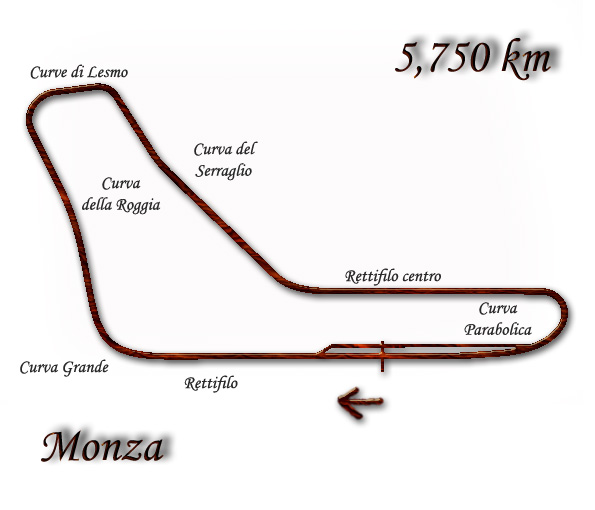
(1955–1973)
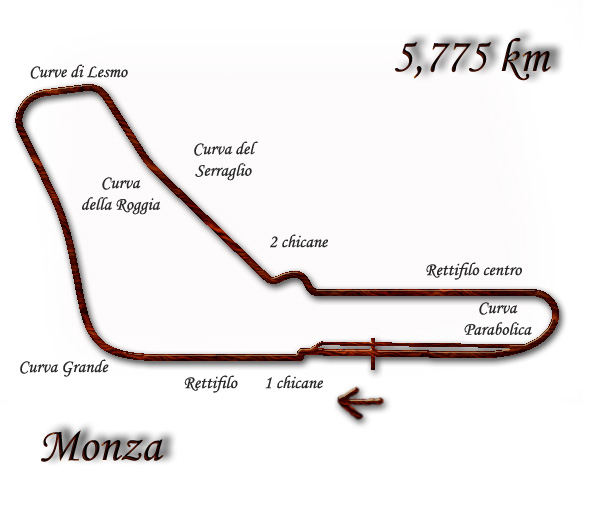
(1972–1973)
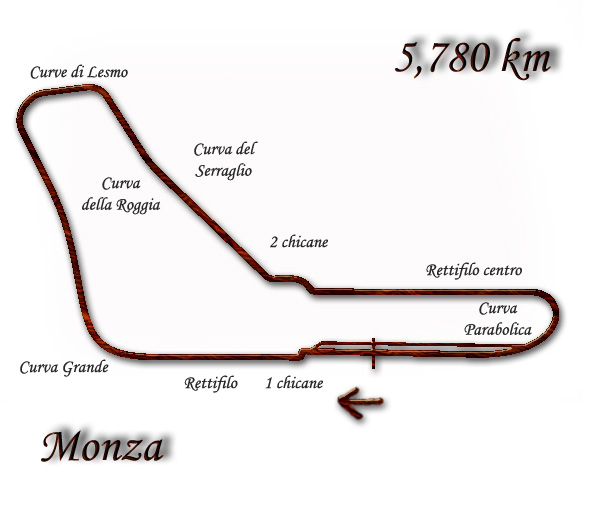
(1974–1975)
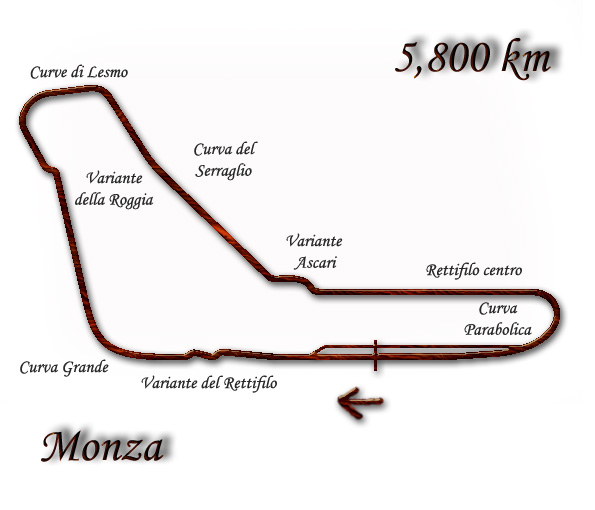
(1976–1993)
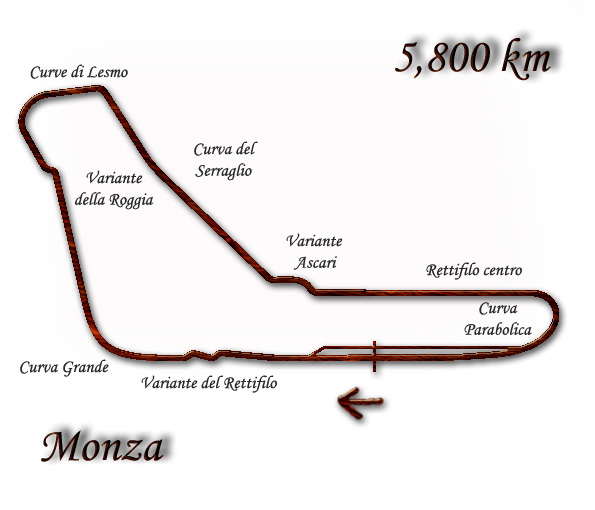
(1994)
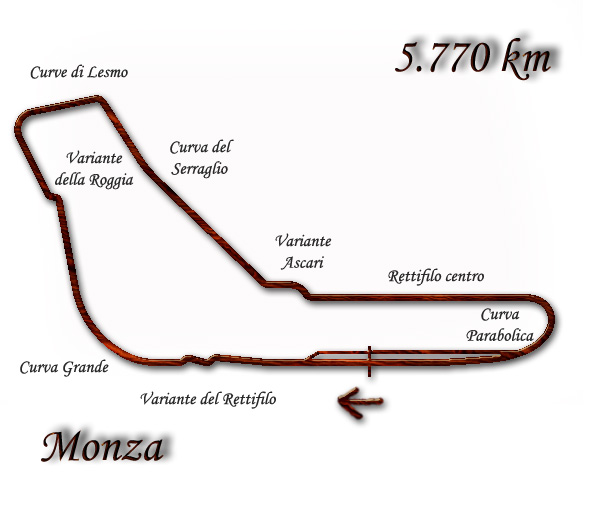
(1995–1999)
(2000-atualmente)

## Vencedores em Monza
Em Rosa Estão Indicados os Grande Prêmios da Itália que não fizeram parte do calendário da Formula 1.
Na cor creme estão os Grande Prêmios da Itália que fizeram parte do Campeonato Europeu de Automobilismo,
 anterior a 2ª Guerra Mundial .
| Ano                      | Piloto                          | Chassi/Motor         | Detalhes |
| ------------------------ | ------------------------------- | -------------------- | -------- |
| 2024                     | Charles Leclerc                 | Ferrari              | Detalhes |
| 2023                     | Max Verstappen                  | Red Bull-Honda RBPT  | Detalhes |
| 2022                     | Max Verstappen                  | Red Bull-RBPT        | Detalhes |
| 2021                     | Daniel Ricciardo                | McLaren-Mercedes     | Detalhes |
| 2020                     | Pierre Gasly                    | AlphaTauri-Honda     | Detalhes |
| 2019                     | Charles Leclerc                 | Ferrari              | Detalhes |
| 2018                     | Lewis Hamilton                  | Mercedes             | Detalhes |
| 2017                     | Lewis Hamilton                  | Mercedes             | Detalhes |
| 2016                     | Nico Rosberg                    | Mercedes             | Detalhes |
| 2015                     | Lewis Hamilton                  | Mercedes             | Detalhes |
| 2014                     | Lewis Hamilton                  | Mercedes             | Detalhes |
| 2013                     | Sebastian Vettel                | Red Bull-Renault     | Detalhes |
| 2012                     | Lewis Hamilton                  | McLaren-Mercedes     | Detalhes |
| 2011                     | Sebastian Vettel                | Red Bull-Renault     | Detalhes |
| 2010                     | Fernando Alonso                 | Ferrari              | Detalhes |
| 2009                     | Rubens Barrichello              | Brawn-Mercedes       | Detalhes |
| 2008                     | Sebastian Vettel                | Toro Rosso-Ferrari   | Detalhes |
| 2007                     | Fernando Alonso                 | McLaren-Mercedes     | Detalhes |
| 2006                     | Michael Schumacher              | Ferrari              | Detalhes |
| 2005                     | Juan Pablo Montoya              | McLaren-Mercedes     | Detalhes |
| 2004                     | Rubens Barrichello              | Ferrari              | Detalhes |
| 2003                     | Michael Schumacher              | Ferrari              | Detalhes |
| 2002                     | Rubens Barrichello              | Ferrari              | Detalhes |
| 2001                     | Juan Pablo Montoya              | Williams-BMW         | Detalhes |
| 2000                     | Michael Schumacher              | Ferrari              | Detalhes |
| 1999                     | Heinz-Harald Frentzen           | Jordan-Mugen/Honda   | Detalhes |
| 1998                     | Michael Schumacher              | Ferrari              | Detalhes |
| 1997                     | David Coulthard                 | McLaren-Mercedes     | Detalhes |
| 1996                     | Michael Schumacher              | Ferrari              | Detalhes |
| 1995                     | Johnny Herbert                  | Benetton-Renault     | Detalhes |
| 1994                     | Damon Hill                      | Williams-Renault     | Detalhes |
| 1993                     | Damon Hill                      | Williams-Renault     | Detalhes |
| 1992                     | Ayrton Senna                    | McLaren-Honda        | Detalhes |
| 1991                     | Nigel Mansell                   | Williams-Renault     | Detalhes |
| 1990                     | Ayrton Senna                    | McLaren-Honda        | Detalhes |
| 1989                     | Alain Prost                     | McLaren-Honda        | Detalhes |
| 1988                     | Gerhard Berger                  | Ferrari              | Detalhes |
| 1987                     | Nelson Piquet                   | Williams-Honda       | Detalhes |
| 1986                     | Nelson Piquet                   | Williams-Honda       | Detalhes |
| 1985                     | Alain Prost                     | McLaren-TAG/Porsche  | Detalhes |
| 1984                     | Niki Lauda                      | McLaren-TAG /Porsche | Detalhes |
| 1983                     | Nelson Piquet                   | Brabham-BMW          | Detalhes |
| 1982                     | René Arnoux                     | Renault              | Detalhes |
| 1981                     | Alain Prost                     | Renault              | Detalhes |
| Não houve em 1980        |                                 |                      |          |
| 1979                     | Jody Scheckter                  | Ferrari              | Detalhes |
| 1978                     | Niki Lauda                      | Brabham-Alfa Romeo   | Detalhes |
| 1977                     | Mario Andretti                  | Lotus-Ford           | Detalhes |
| 1976                     | Ronnie Peterson                 | March-Ford           | Detalhes |
| 1975                     | Clay Regazzoni                  | Ferrari              | Detalhes |
| 1974                     | Ronnie Peterson                 | Lotus-Ford           | Detalhes |
| 1973                     | Ronnie Peterson                 | Lotus-Ford           | Detalhes |
| 1972                     | Emerson Fittipaldi              | Lotus-Ford           | Detalhes |
| 1971                     | Peter Gethin                    | BRM                  | Detalhes |
| 1970                     | Clay Regazzoni                  | Ferrari              | Detalhes |
| 1969                     | Jackie Stewart                  | Matra-Ford           | Detalhes |
| 1968                     | Denny Hulme                     | McLaren-Ford         | Detalhes |
| 1967                     | John Surtees                    | Honda                | Detalhes |
| 1966                     | Ludovico Scarfiotti             | Ferrari              | Detalhes |
| 1965                     | Jackie Stewart                  | BRM                  | Detalhes |
| 1964                     | John Surtees                    | Ferrari              | Detalhes |
| 1963                     | Jim Clark                       | Lotus-Climax         | Detalhes |
| 1962                     | Graham Hill                     | BRM                  | Detalhes |
| 1961                     | Phil Hill                       | Ferrari              | Detalhes |
| 1960                     | Phil Hill                       | Ferrari              | Detalhes |
| 1959                     | Stirling Moss                   | Cooper-Climax        | Detalhes |
| 1958                     | Tony Brooks                     | Vanwall              | Detalhes |
| 1957                     | Stirling Moss                   | Vanwall              | Detalhes |
| 1956                     | Stirling Moss                   | Maserati             | Detalhes |
| 1955                     | Juan Manuel Fangio              | Mercedes             | Detalhes |
| 1954                     | Juan Manuel Fangio              | Mercedes             | Detalhes |
| 1953                     | Juan Manuel Fangio              | Maserati             | Detalhes |
| 1952                     | Alberto Ascari                  | Ferrari              | Detalhes |
| 1952                     | Giuseppe Farina                 | Ferrari              | Detalhes |
| 1951                     | Alberto Ascari                  | Ferrari              | Detalhes |
| 1950                     | Giuseppe Farina                 | Alfa Romeo           | Detalhes |
| 1949                     | Alberto Ascari                  | Ferrari              | Detalhes |
| 1948                     | Jean-Pierre Wimille             | Alfa Romeo           | Detalhes |
| Não houve de 1939 a 1947 |                                 |                      |          |
| 1938                     | Tazio Nuvolari                  | Mercedes-Benz        | Detalhes |
| 1937                     | Rudolf Caracciola               | Mercedes-Benz        | Detalhes |
| 1936                     | Bernd Rosemeyer                 | Auto Union           | Detalhes |
| 1935                     | Hans Stuck                      | Auto Union           | Detalhes |
| 1934                     | Luigi Fagioli Rudolf Caracciola | Mercedes-Benz        | Detalhes |
| 1933                     | Luigi Fagioli                   | Alfa Romeo           | Detalhes |
| 1932                     | Tazio Nuvolari                  | Alfa Romeo           | Detalhes |
| 1931                     | Giuseppe Campari Tazio Nuvolari | Alfa Romeo           | Detalhes |
| Não houve em 1929 e 1930 |                                 |                      |          |
| 1928                     | Louis Chiron                    | Bugatti              | Detalhes |
| 1927                     | Robert Benoist                  | Delage               | Detalhes |
| 1926                     | Louis Charavel                  | Bugatti              | Detalhes |
| 1925                     | Gastone Brilli-Peri             | Alfa Romeo           | Detalhes |
| 1924                     | Antonio Ascari                  | Alfa Romeo           | Detalhes |
| 1923                     | Carlo Salamano                  | Fiat                 | Detalhes |
| 1922                     | Pietro Bordino                  | Fiat                 | Detalhes |

### Por pilotos, equipes e países que mais venceram
|          |                       |                              |
| Vitórias | Pilotos               | Edições                      |
| 5        | Michael Schumacher    | 1996, 1998, 2000, 2003, 2006 |
| 5        | Lewis Hamilton        | 2012, 2014, 2015, 2017, 2018 |
| 3        | Juan Manuel Fangio    | 1953, 1954, 1955             |
| 3        | Stirling Moss         | 1956, 1957, 1959             |
| 3        | Ronnie Peterson       | 1973, 1974, 1976             |
| 3        | Nelson Piquet         | 1983, 1986, 1987             |
| 3        | Alain Prost           | 1981, 1985, 1989             |
| 3        | Rubens Barrichello    | 2002, 2004, 2009             |
| 3        | Sebastian Vettel      | 2008, 2011, 2013             |
| 2        | Alberto Ascari        | 1951, 1952                   |
| 2        | Phil Hill             | 1960, 1961                   |
| 2        | John Surtees          | 1964, 1967                   |
| 2        | Jackie Stewart        | 1965, 1969                   |
| 2        | Clay Regazzoni        | 1970, 1975                   |
| 2        | Niki Lauda            | 1978, 1984                   |
| 2        | Ayrton Senna          | 1990, 1992                   |
| 2        | Damon Hill            | 1993, 1994                   |
| 2        | Juan Pablo Montoya    | 2001, 2005                   |
| 2        | Fernando Alonso       | 2007, 2010                   |
| 2        | Max Verstappen        | 2022, 2023                   |
| 2        | Charles Leclerc       | 2019, 2024                   |
| 1        | Giuseppe Farina       | 1950                         |
| 1        | Tony Brooks           | 1958                         |
| 1        | Graham Hill           | 1962                         |
| 1        | Jim Clark             | 1963                         |
| 1        | Ludovico Scarfiotti   | 1966                         |
| 1        | Denny Hulme           | 1968                         |
| 1        | Peter Gethin          | 1971                         |
| 1        | Emerson Fittipaldi    | 1972                         |
| 1        | Mario Andretti        | 1977                         |
| 1        | Jody Scheckter        | 1979                         |
| 1        | René Arnoux           | 1982                         |
| 1        | Gerhard Berger        | 1988                         |
| 1        | Nigel Mansell         | 1991                         |
| 1        | Johnny Herbert        | 1995                         |
| 1        | David Coulthard       | 1997                         |
| 1        | Heinz-Harald Frentzen | 1999                         |
| 1        | Nico Rosberg          | 2016                         |
| 1        | Pierre Gasly          | 2020                         |
| 1        | Daniel Ricciardo      | 2021                         |

|          |            | |
| Vitórias | Construtor | Edições |
| 20       | Ferrari    | 1951, 1952, 1960, 1961, 1964, 1966, 1970, 1975, 1979, 1988, 1996, 1998, 2000, 2002, 2003, 2004, 2006, 2010, 2019, 2024 |
| 11       | McLaren    | 1968, 1984, 1985, 1989, 1990, 1992, 1997, 2005, 2007, 2012, 2021                                                       |
| 7        | Mercedes   | 1954, 1955, 2014, 2015, 2016, 2017, 2018                                                                               |
| 6        | Williams   | 1986, 1987, 1991, 1993, 1994, 2001                                                                                     |
| 5        | Lotus      | 1963, 1972, 1973, 1974, 1977                                                                                           |
| 4        | Red Bull   | 2011, 2013, 2022, 2023                                                                                                 |
| 3        | BRM        | 1962, 1965, 1971 |
| 2        | Maserati   | 1953, 1956 |
| 2        | Vanwall    | 1957, 1958 |
| 2        | Renault    | 1981, 1982 |
| 2        | Brabham    | 1978, 1983 |
| 1        | Alfa Romeo | 1950 |
| 1        | Cooper     | 1959 |
| 1        | Honda      | 1967 |
| 1        | Matra      | 1969 |
| 1        | March      | 1976 |
| 1        | Benetton   | 1995 |
| 1        | Jordan     | 1999 |
| 1        | Toro Rosso | 2008 |
| 1        | AlphaTauri | 2020 |

|          |                | |
| Vitórias | País           | Edições |
| 21       | Reino Unido    | 1956, 1957, 1958, 1959, 1962, 1963, 1964, 1965, 1967, 1969, 1971, 1991, 1993, 1994, 1995, 1997, 2012, 2014, 2015, 2017, 2018 |
| 10       | Alemanha       | 1996, 1998, 1999, 2000, 2003, 2006, 2008, 2011, 2013, 2016                                                                   |
| 9        | Brasil         | 1972, 1983, 1986, 1987, 1990, 1992, 2002, 2004, 2009                                                                         |
| 5        | França         | 1981, 1982, 1985, 1989, 2020                                                                                                 |
| 4        | Itália         | 1950, 1951, 1952, 1966 |
| 3        | Argentina      | 1953, 1954, 1955 |
| 3        | Suécia         | 1973, 1974, 1976 |
| 3        | Estados Unidos | 1960, 1961, 1977 |
| 3        | Áustria        | 1978, 1984, 1988 |
| 2        | Suíça          | 1970, 1975 |
| 2        | Colômbia       | 2001, 2005 |
| 2        | Espanha        | 2007, 2010 |
| 2        | Países Baixos  | 2022, 2023 |
| 2        | Mônaco         | 2019, 2024 |
| 1        | Nova Zelândia  | 1968 |
| 1        | África do Sul  | 1979 |
| 1        | Austrália      | 2021 |

↑1  (Última atualização: GP da Itália de 2024)
 
Contabilizados somente os resultados válidos pelo Mundial de Fórmula 1

## Recordes em Monza
| Evento                | Piloto             | Chassi/Motor                   | Tempo        | Extensão | Ano  |
| --------------------- | ------------------ | ------------------------------ | ------------ | -------- | ---- |
| Pole Position         | Lewis Hamilton     | Mercedes V6 Turbo Híbrido      | 1min 18s 887 | 5.793 km | 2020 |
| Melhor Volta na Prova | Rubens Barrichello | Scuderia Ferrari\| Ferrari V10 | 1min 21s 046 | 5.793 km | 2004 |

## Ver Também
- 500 Milhas de Monza, também conhecido por Monzanapolis